# Baykar
Baykar est un constructeur aéronautique turc fondé en 1984 par Özdemir Bayraktar. La société est surtout connue pour ses drones à usage militaire.

## Histoire
Baykar est fondé sous le nom de « Baykar Makina » en 1984 par l'ingénieur en mécanique Özdemir Bayraktar (en). Le nom Baykar est la contraction de « Bayraktar Kardeşler » qui signifie "les frères Bayraktar". La société fabrique initialement des pièces automobiles. Au début des années 2000, elle commence à s'intéresser aux drones. Son premier drone vole en 2004,. 

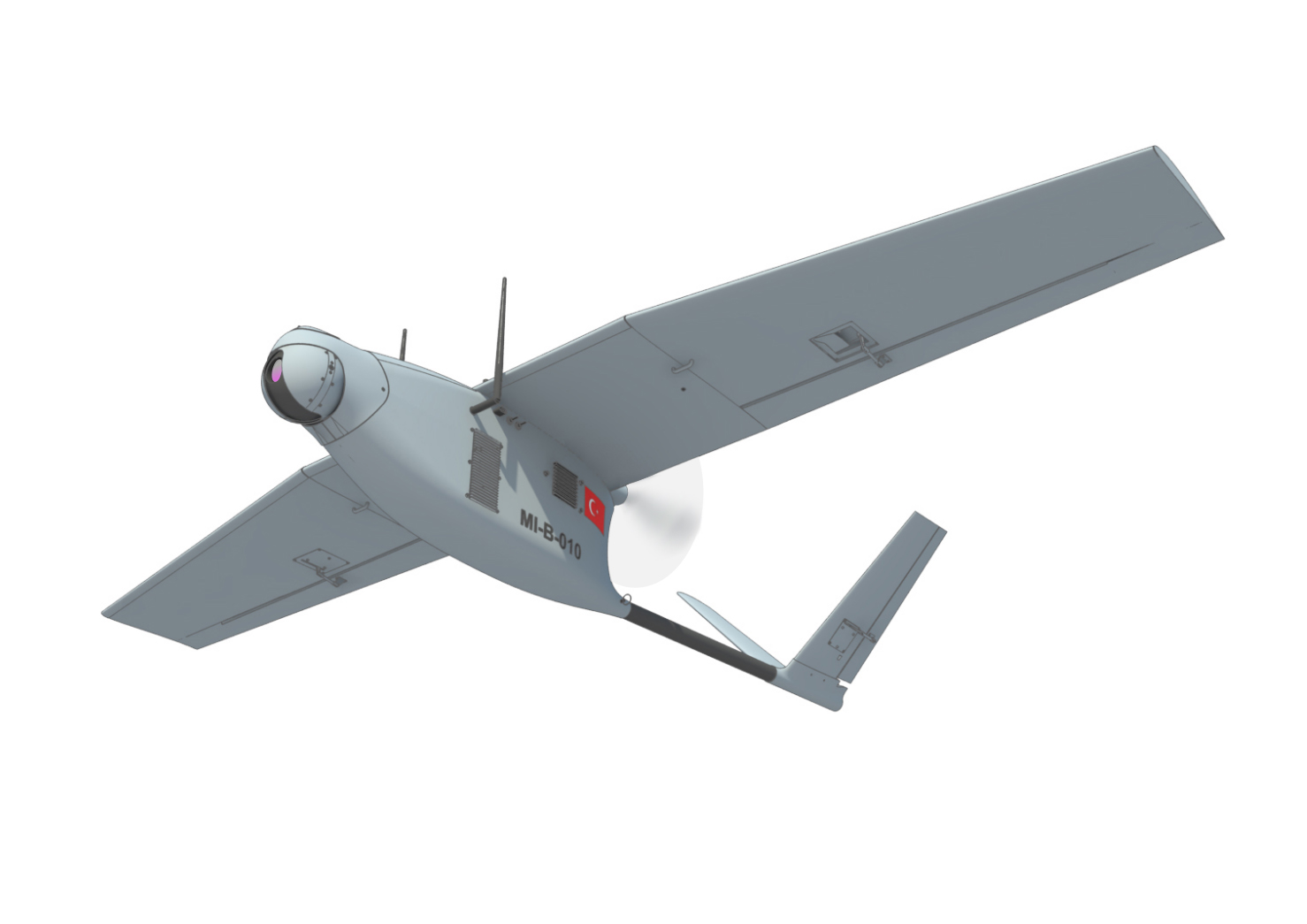
Bayraktar Mini UAV

Le « Bayraktar Mini UAV », mini drone, est utilisé par l'armée turque depuis 2007. Le « Bayraktar VTOL UAV », mini drone capable de décoller et d’atterrir verticalement, est dévoilé en 2006,. Le « Bayraktar Malazgirt » (en référence à la Bataille de Manzikert), mini drone hélicoptère, commence à être produit en 2008. La société s'intéresse ensuite aux drones tactiques. Le « Bayraktar TB2 », drone tactique de moyenne altitude et de longue portée (MALE), est opérationnel depuis 2014. Le « Bayraktar Akıncı », drone stratégique de haute altitude et de longue endurance (HALE) effectue son premier vol en 2019. Celui-ci est capable de voler plus haut et de porter, avec ses 9 points d'emport (8 sous ailes, et 1 sous fuselage pour les missiles de croisière), une charge utile beaucoup plus importante que le « Bayraktar TB2 ». Ces drones sont utilisés pour des missions de surveillance, de renseignement et d'attaque air-sol ou air-air, et ce exclusivement pour l'Armée de l'air turque, même si Baykar a exporté certains autres aéronefs dans plusieurs autres pays comme l'Ukraine et le Qatar. Parallèlement, Baykar développe aussi les sous-systèmes liés à ces drones comme les centres terrestres de contrôle ou encore l'ordinateur de mission embarquée à intelligence artificielle,.

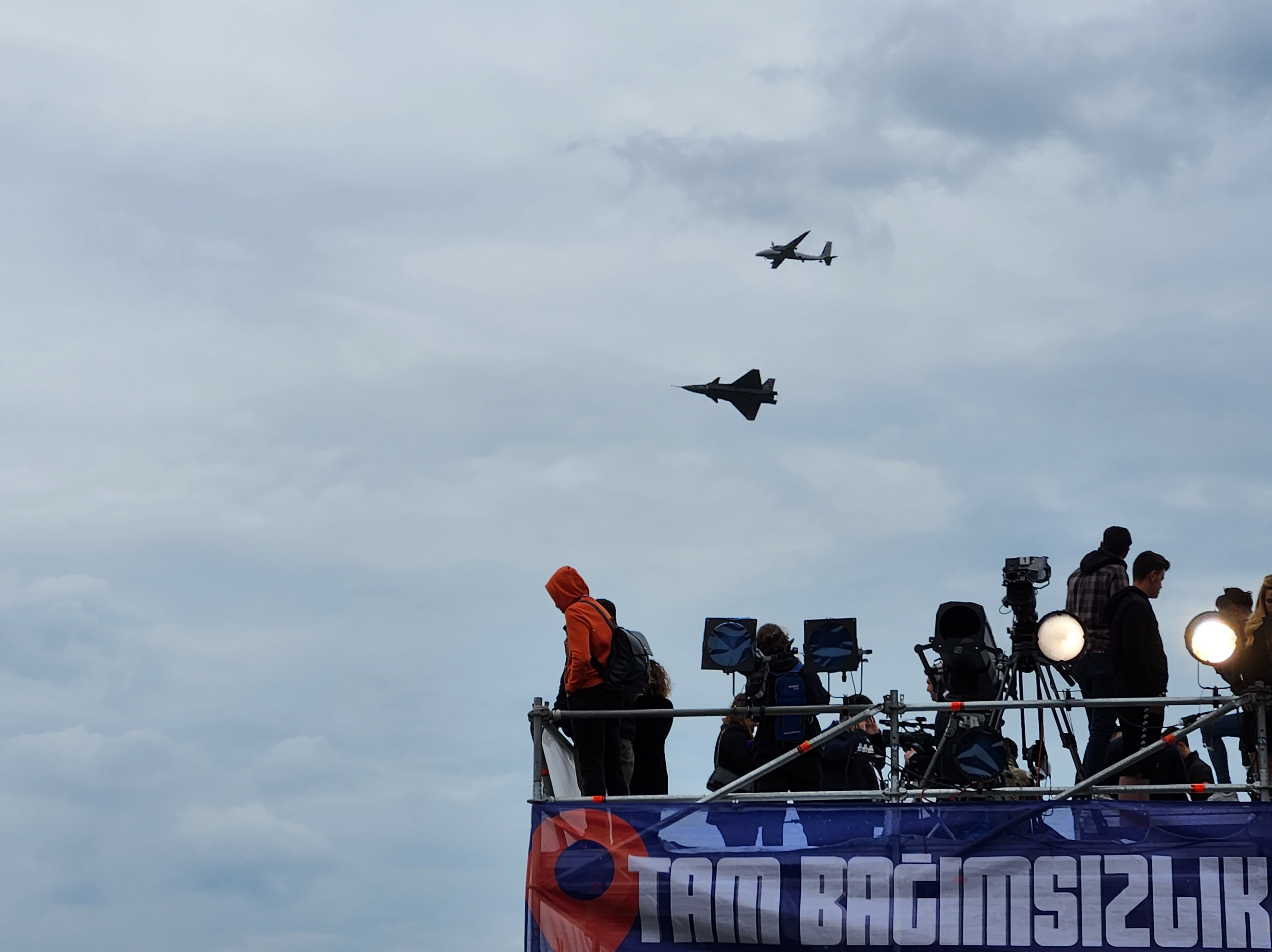
Bayraktar Akıncı en vol avec le Kızılelma a Teknofest.

Baykar est également investi dans d'autres projets : le prototype d'une voiture volante appelée « Cezeri » (en hommage à l'ingénieur Al-Jazari, un des pères de la cybernétique et natif de l'actuelle Turquie) a été présentée lors du « Teknofest Istanbul » en 2019,, un avion de combat supersonique sans pilote dont le vol inaugural est prévu pour 2023 (projet MİUS) et qui sera motorisé par Ivtchenko-Progress,, du matériel biomédical, notamment des respirateurs (Biosys Biyovent).

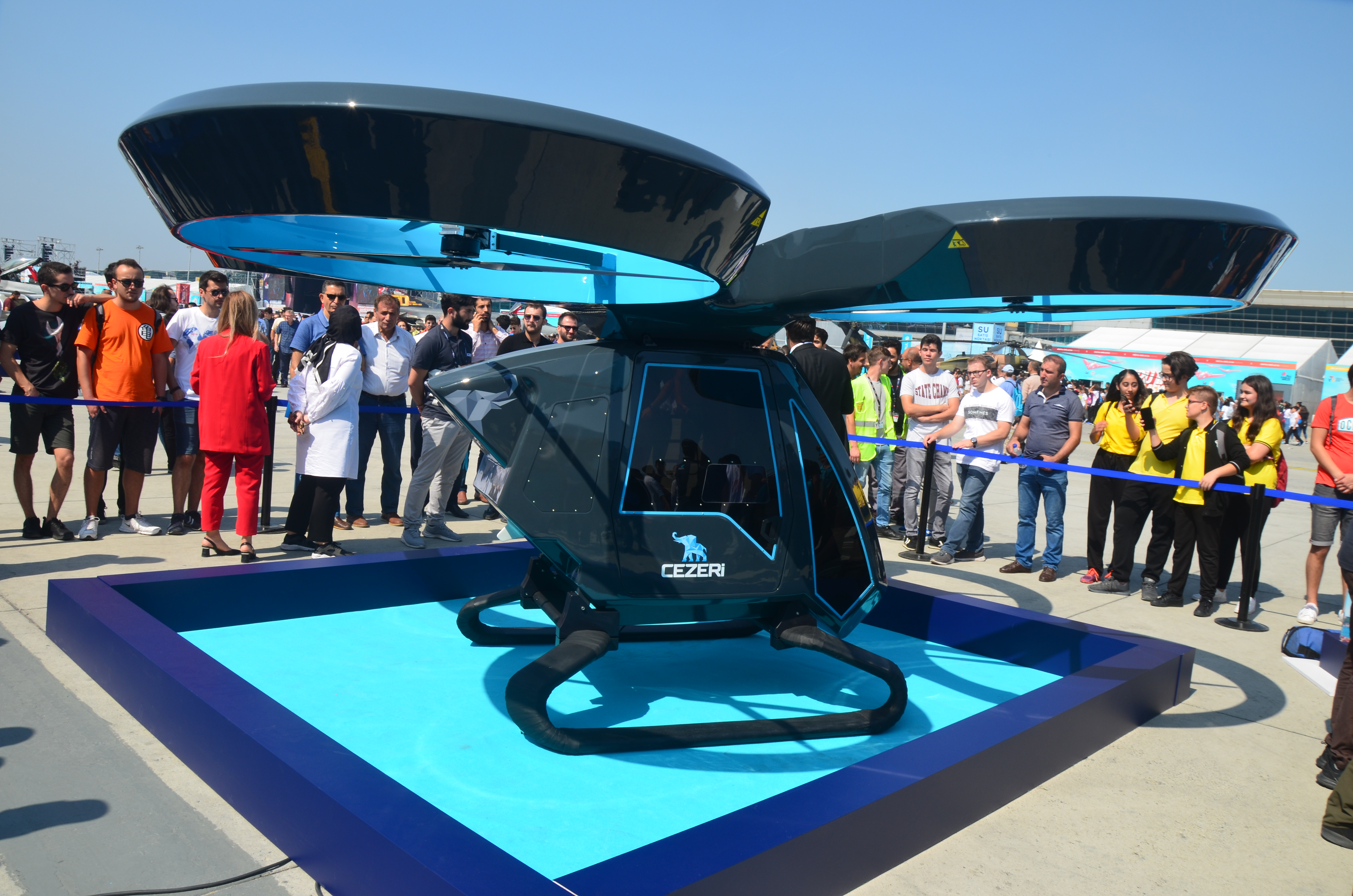
Bayraktar Cezeri

Par ailleurs, la société parraine la fondation « Turkish Technology Team » (T3), dont le président n'est autre que Selçuk Bayraktar, pour susciter l'intérêt de la jeunesse turque aux nouvelles technologies .
Lors du troisième sommet Turquie-Afrique en 2021, notamment axé sur les investissements directs et la sécurité, la délégation turque fait la promotion de ces drones militaires. Le gouvernement d'Éthiopie finit par signer un contrat d'achat et de formation. Plus tard, il s'est avéré que le drone TB2 avait joué un rôle décisif pour venir à bout du soulèvement armé au Tigré, .
En 2024, l’entreprise Baykar a réalisé des exportations d’une valeur de 1,8 milliard de dollars.

## Direction
Baykar est dirigé par la famille Bayraktar : Özdemir Bayraktar en est le fondateur et fait partie du conseil d'administration, Haluk Bayraktar est le PDG, Selçuk Bayraktar est le directeur technique et Ahmet Bayraktar est le directeur financier. Selçuk Bayraktar est par ailleurs le gendre du président turc Recep Tayyip Erdoğan.

## Produits

### Drones de combat

#### Bayraktar Kizilelma

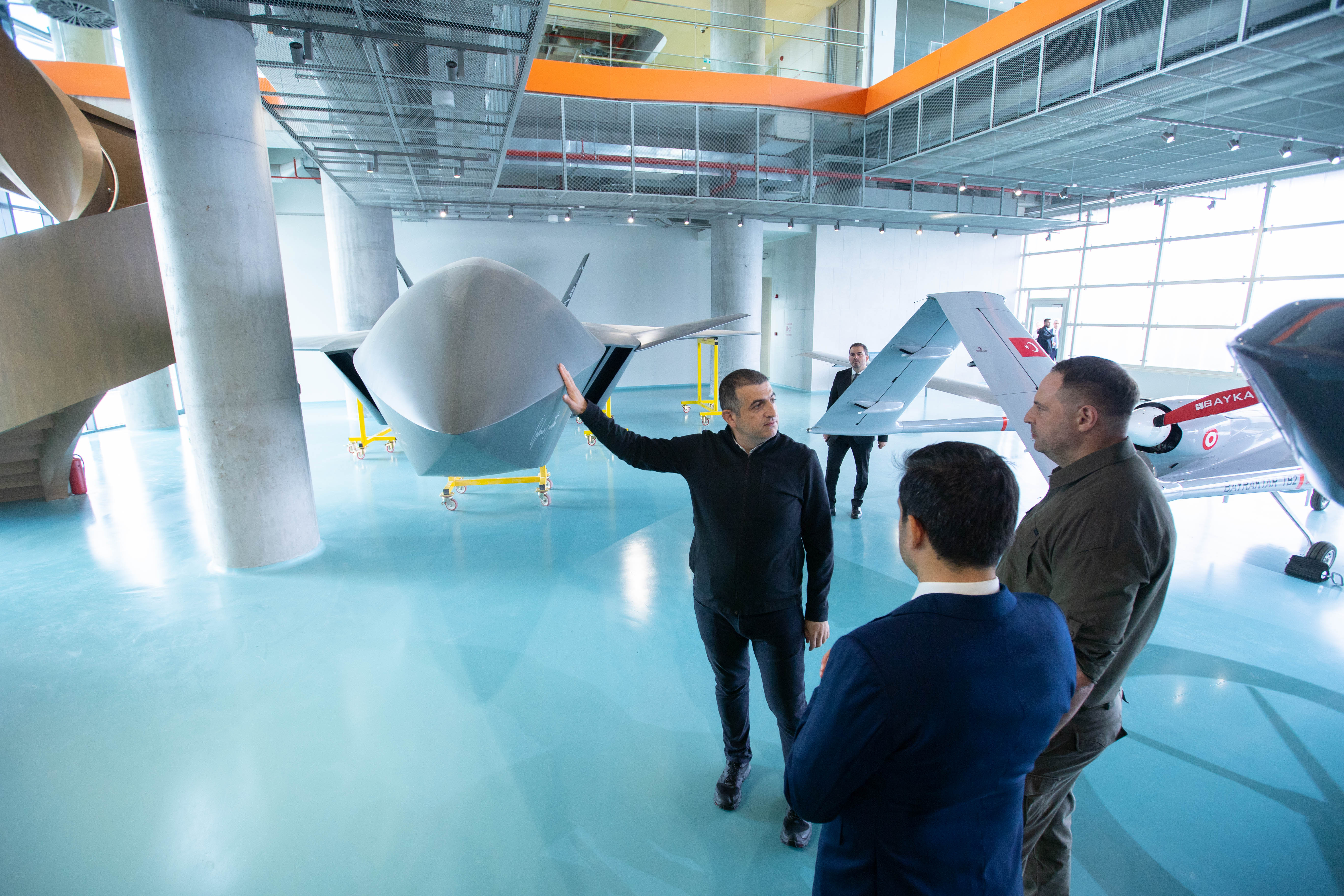
Haluk Bayraktar présentant le Kizilelma au chef du secrétariat du président de l'Ukraine Andriy Yermak à Istanbul.
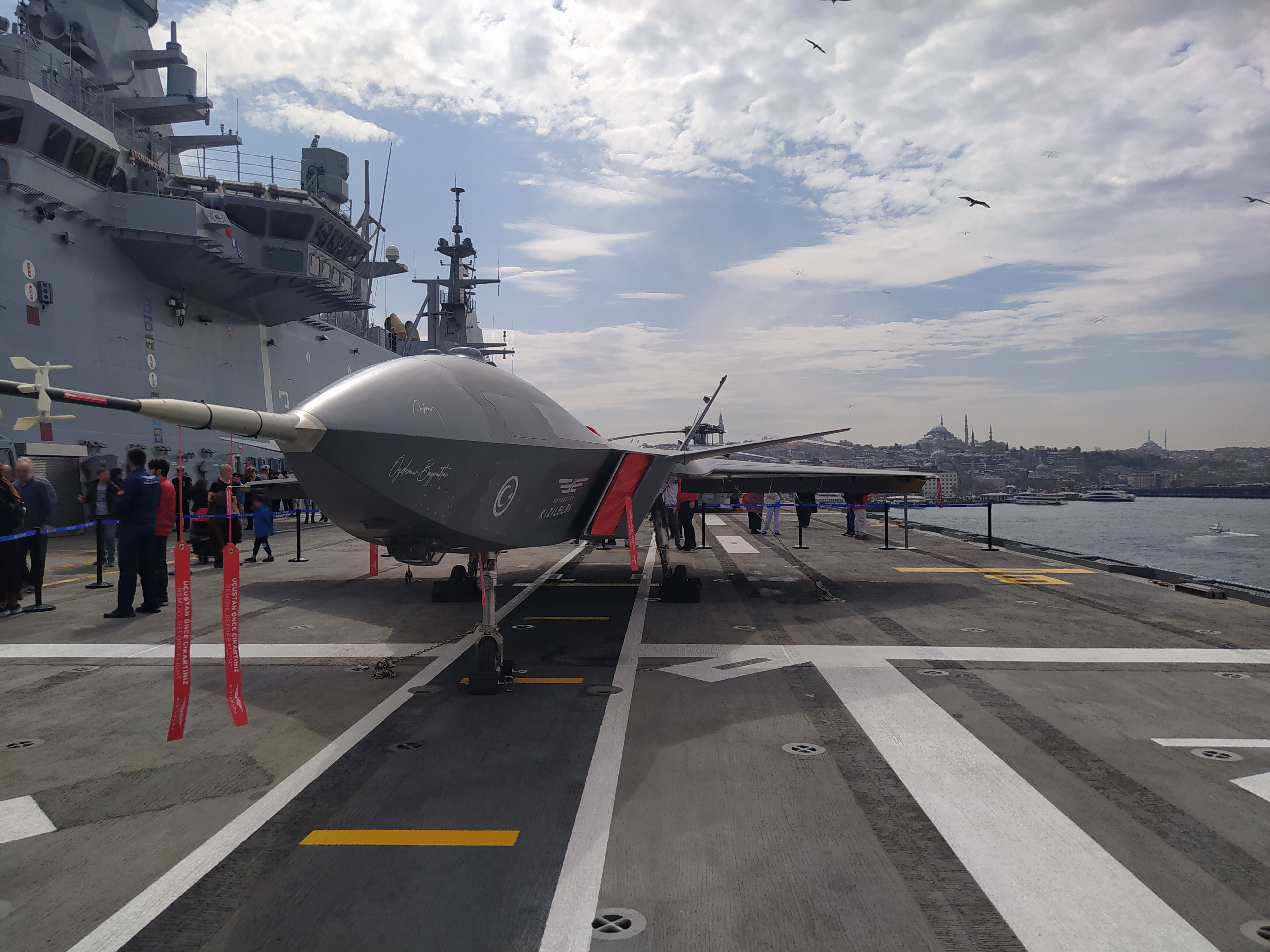
Le Kizilelma présent sur le TCG Anadolu, lors de l'inauguration de ce dernier en avril 2023.

#### Bayraktar TB2

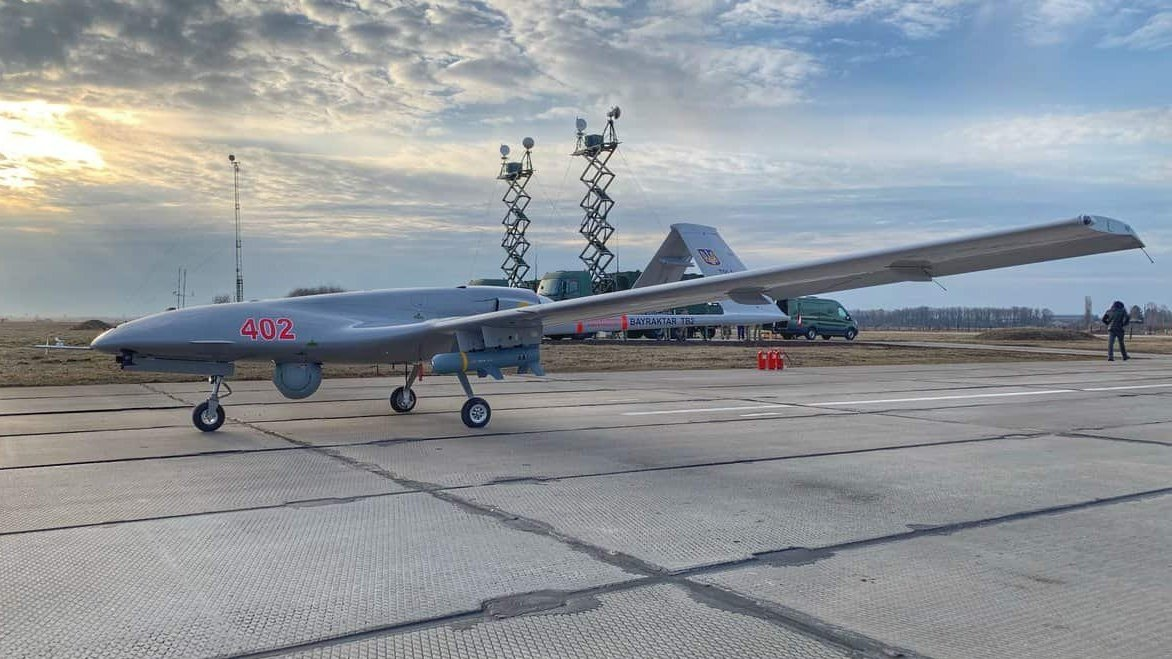
Bayraktar TB2 de l'armée ukrainienne.
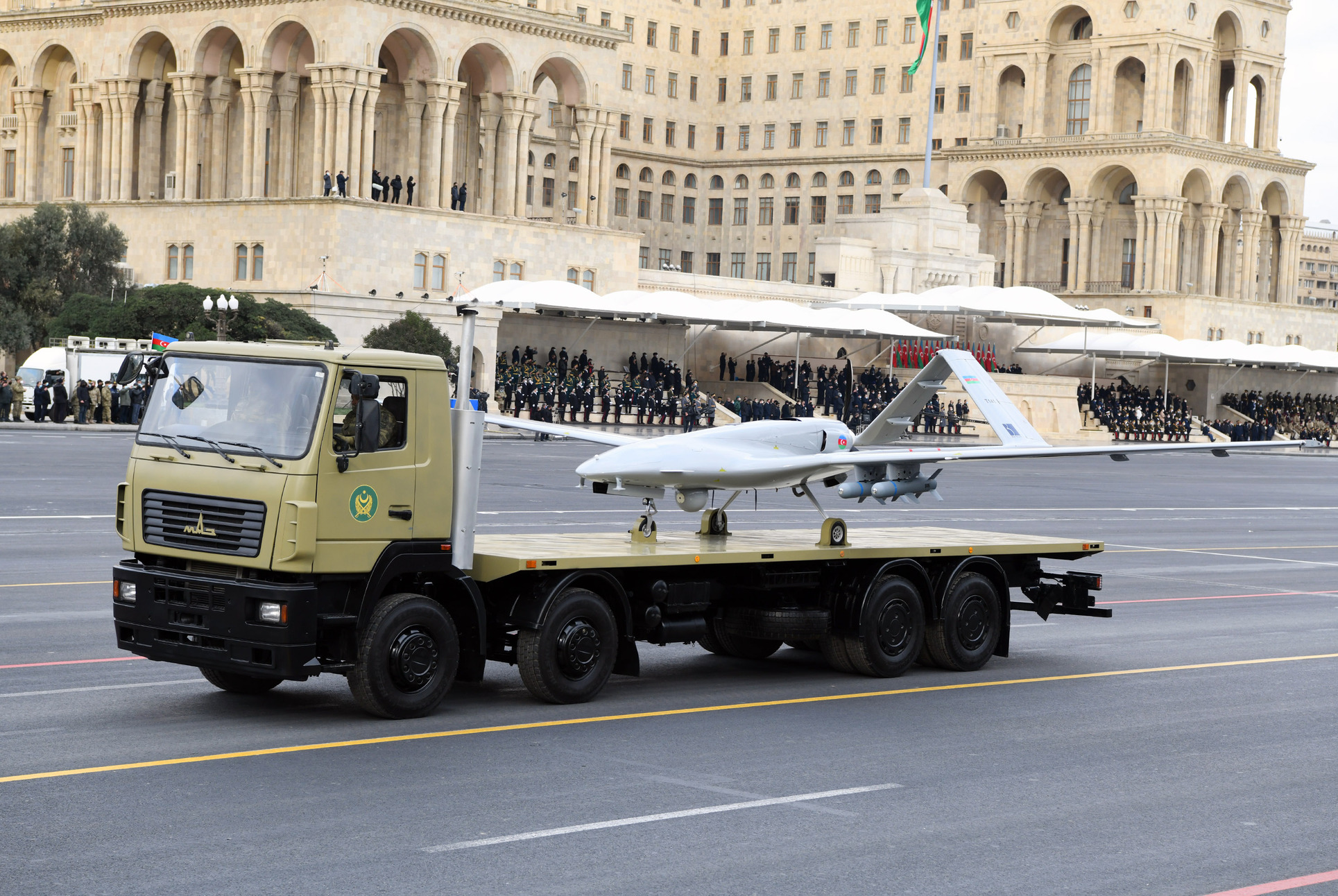
Bayraktar TB2 lors de la parade de la Victoire à Bakou en 2020. Le Bayraktar TB2 a assuré la victoire à l'armée azerbaïdjanaise face aux Arméniens durant la guerre de 2020 au Haut-Karabagh.
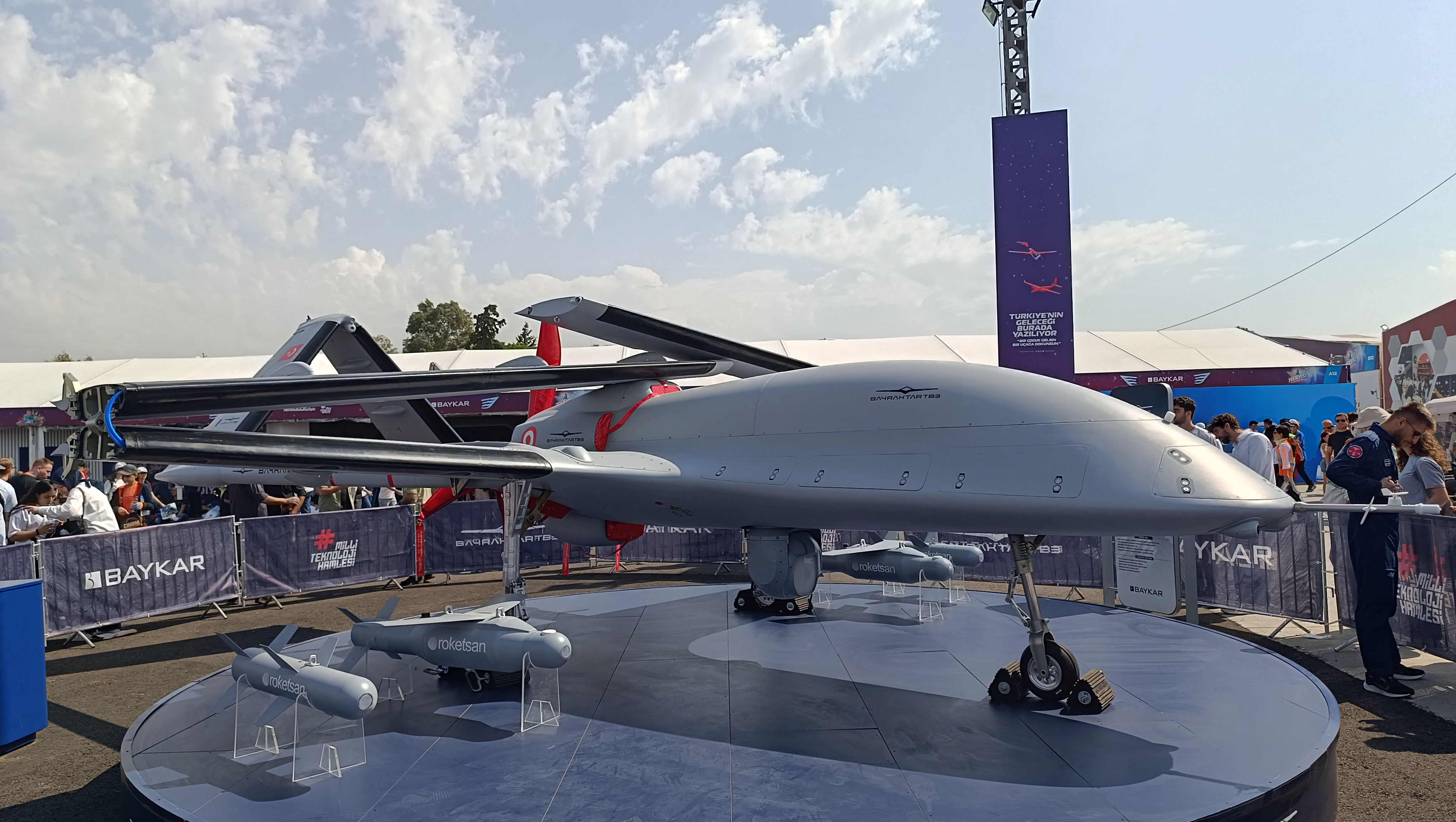
Le Bayraktar TB3 à Teknofest, une version navale et amélioré du célèbre Bayraktar TB2 utilisé par plusieurs États.

#### Bayraktar Akinci

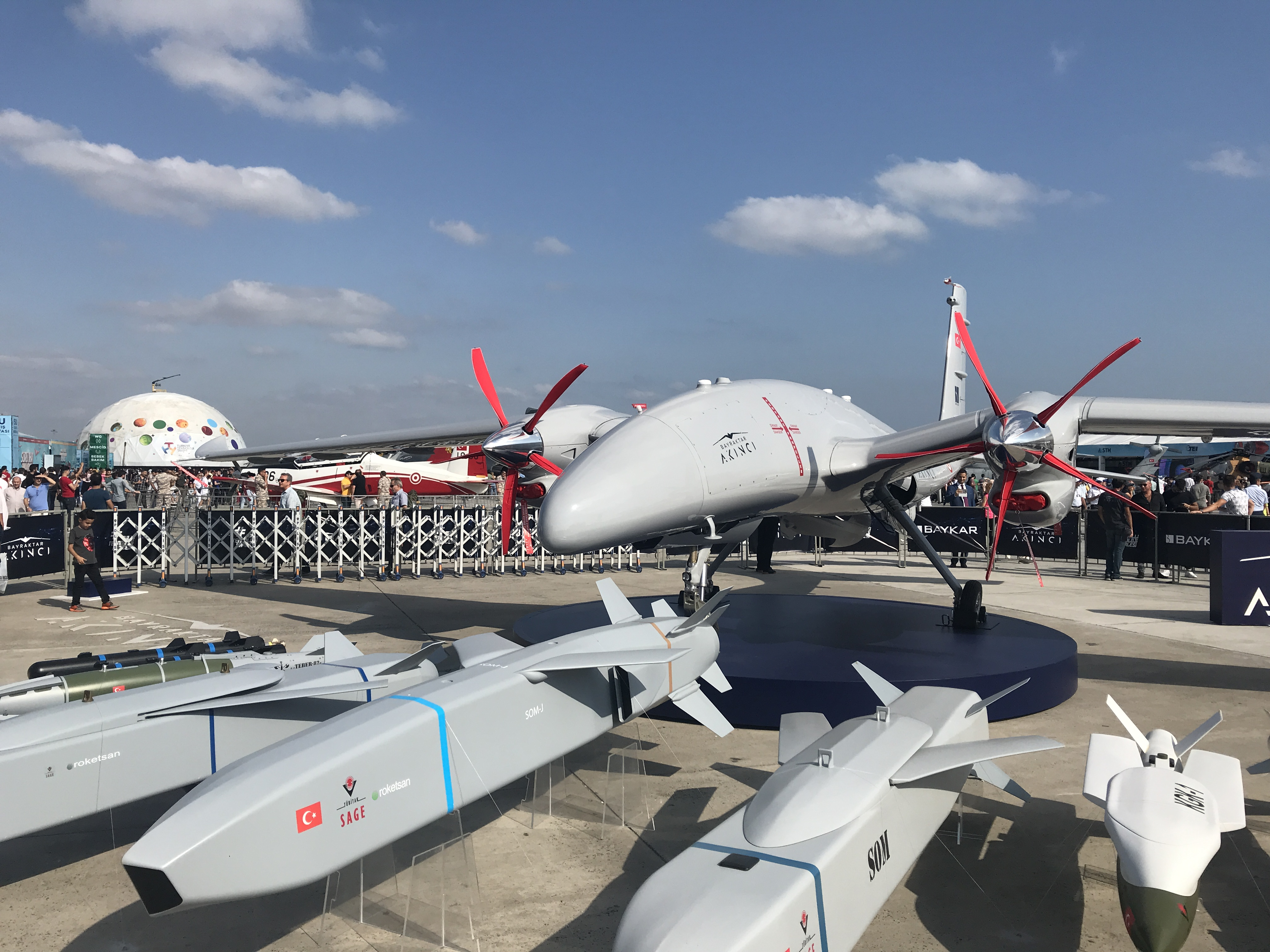
Bayraktar Akinci avec son arsenal de bombes lors du Teknofest à Istanbul.
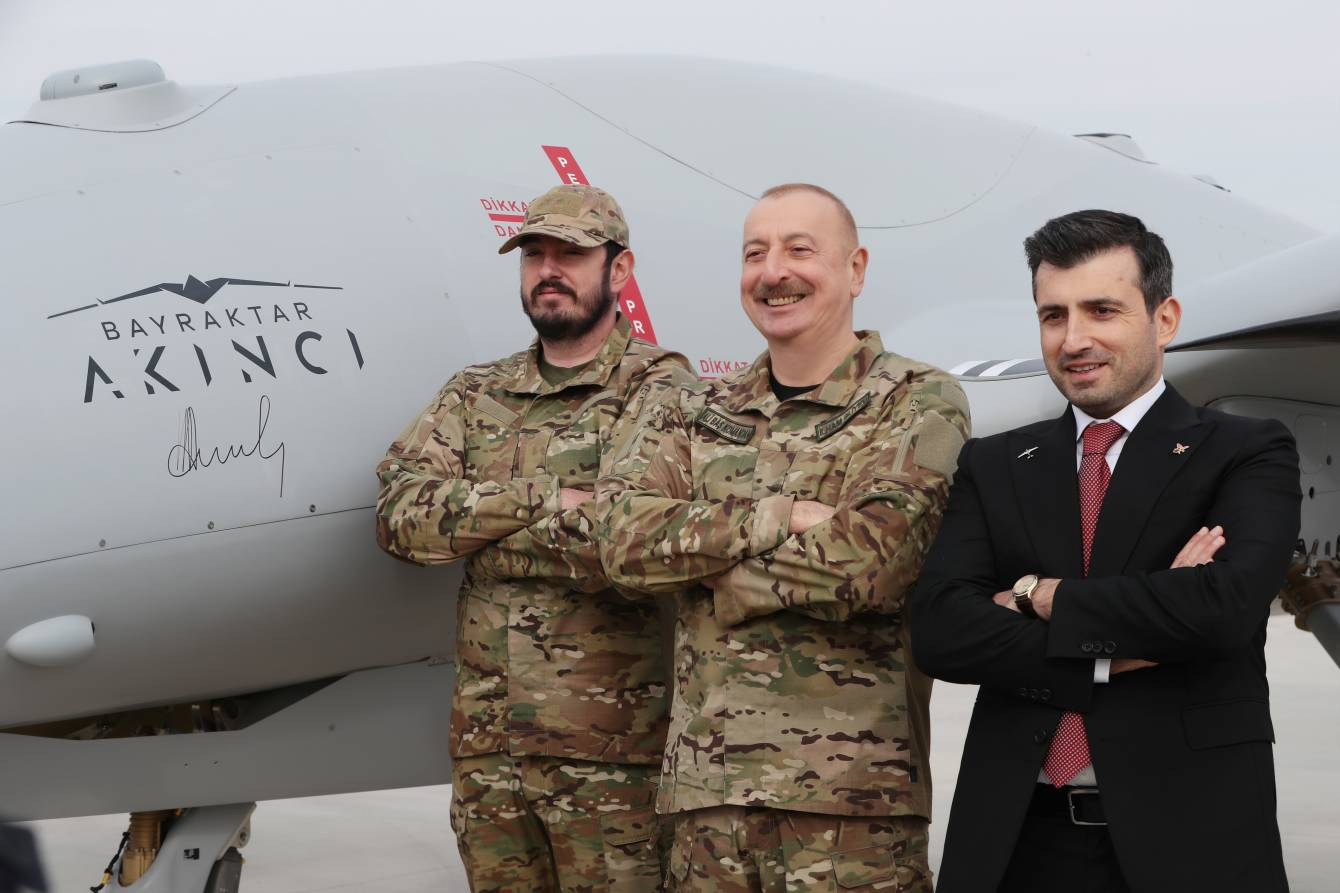
Ilham Aliyev avec Selçuk Bayraktar à-côté du drone Akinci.

#### Bayraktar VTOL

Bayraktar VTOL lors d'un vol.

#### Bayraktar Mini UAV

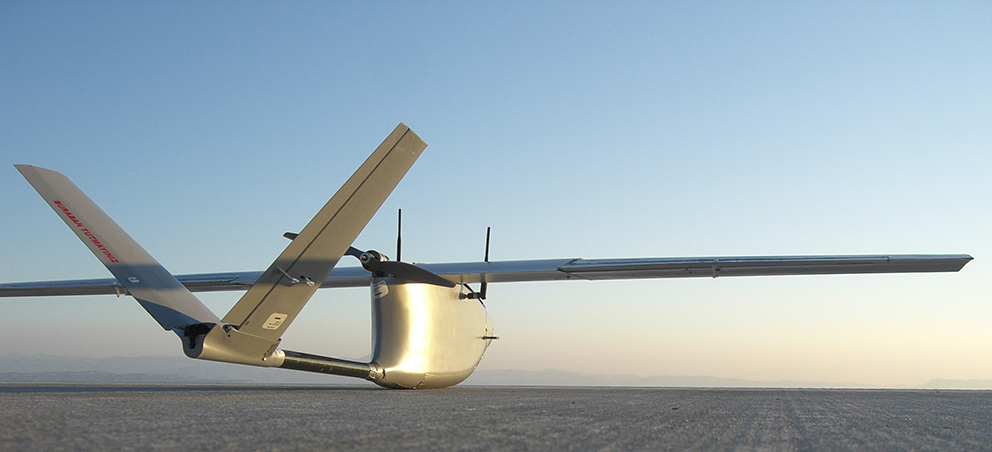
Bayraktar Mini UAV
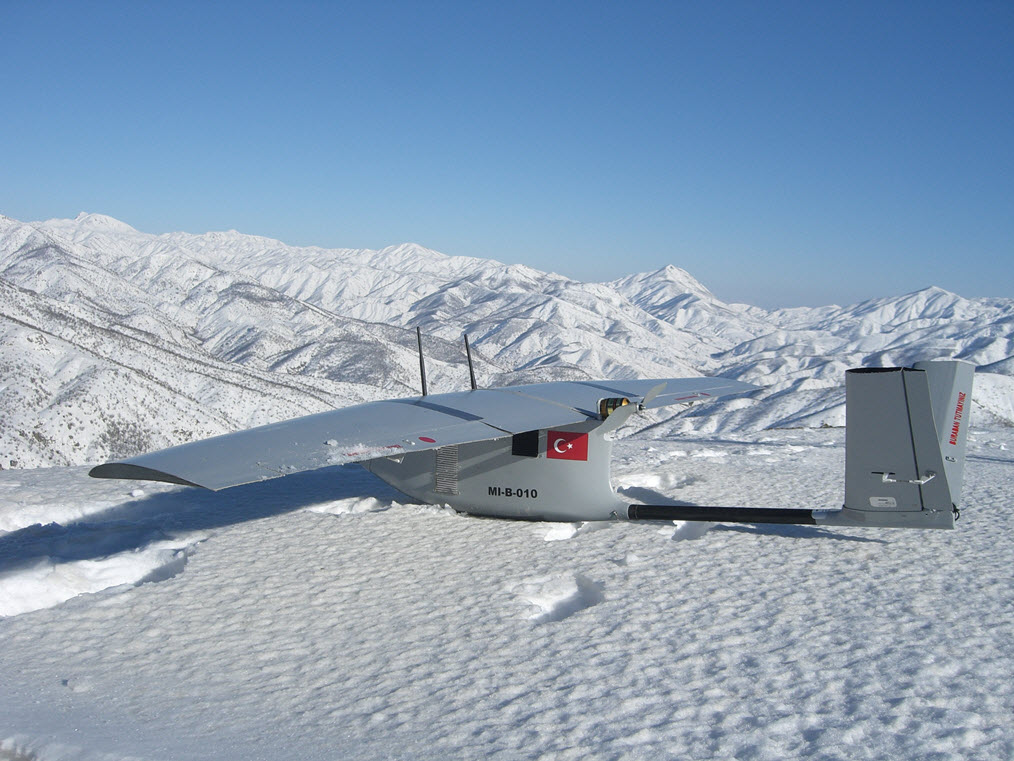
Bayraktar Mini UAV testé dans des conditions difficiles.
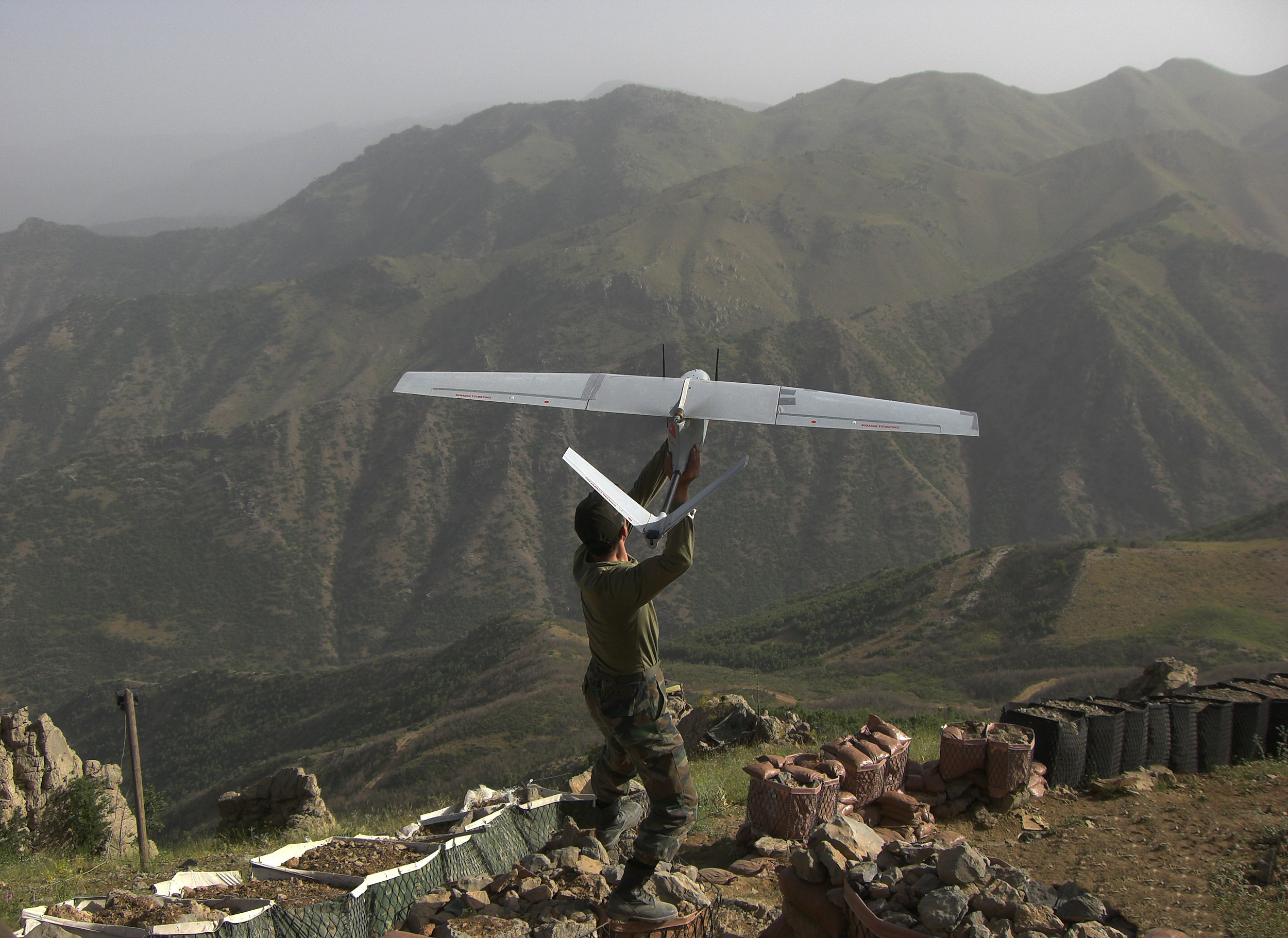
Bayraktar Mini UAV testé sur le terrain par Selçuk Bayraktar lors de son développement.

### Drones de transport

#### Baykar Cezéri

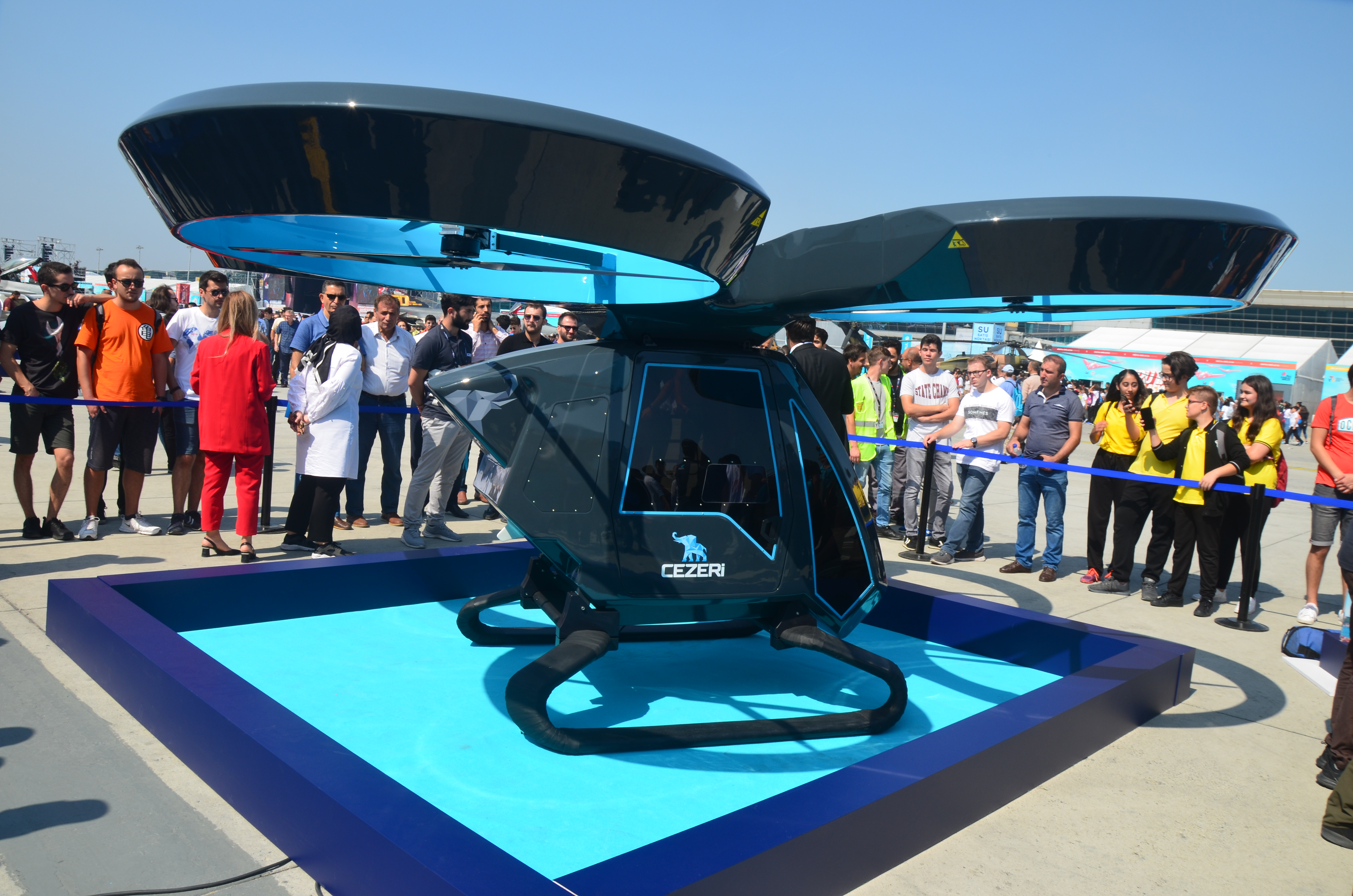
Baykar Cezeri lors du Teknofest Istanbul de 2019.
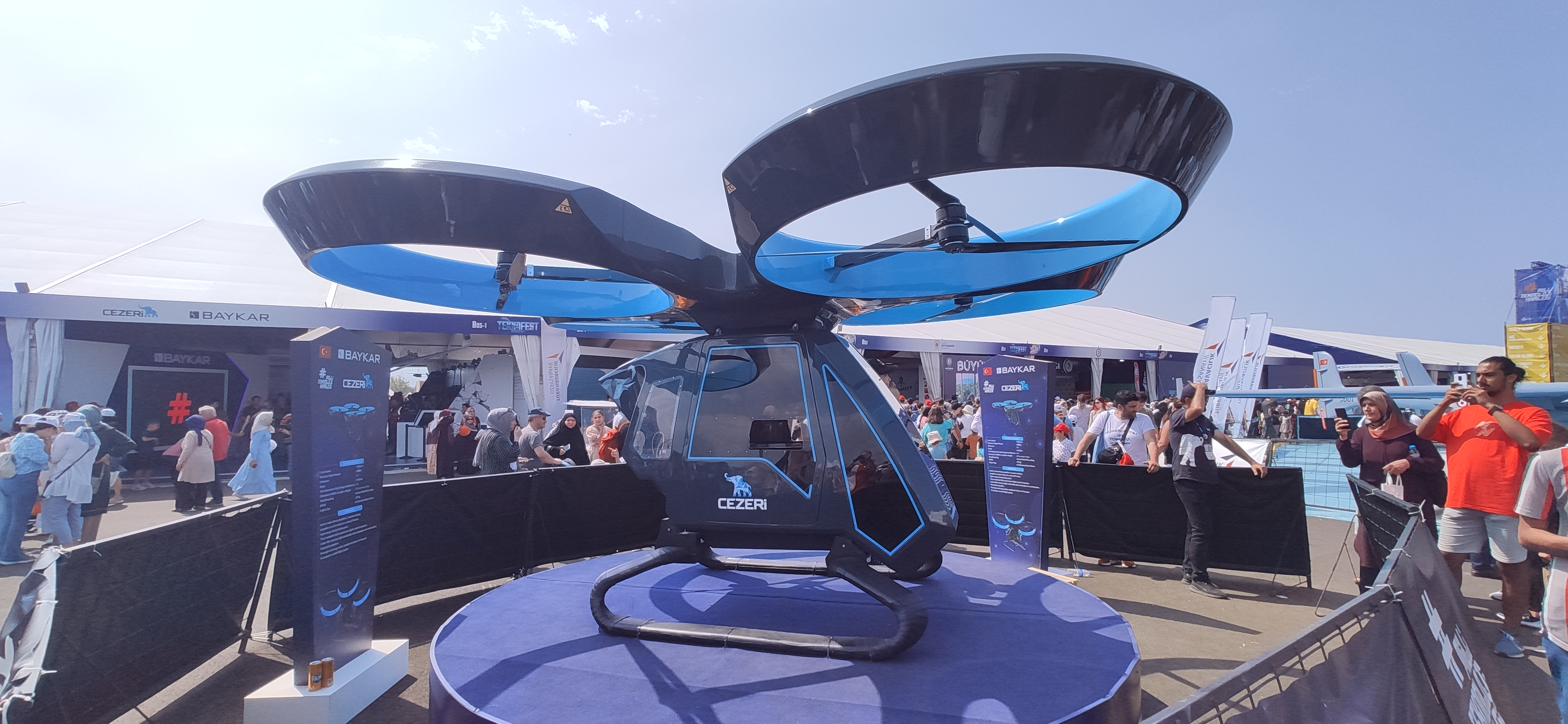
Baykar Cezeri lors du Teknofest Samsun de 2022.
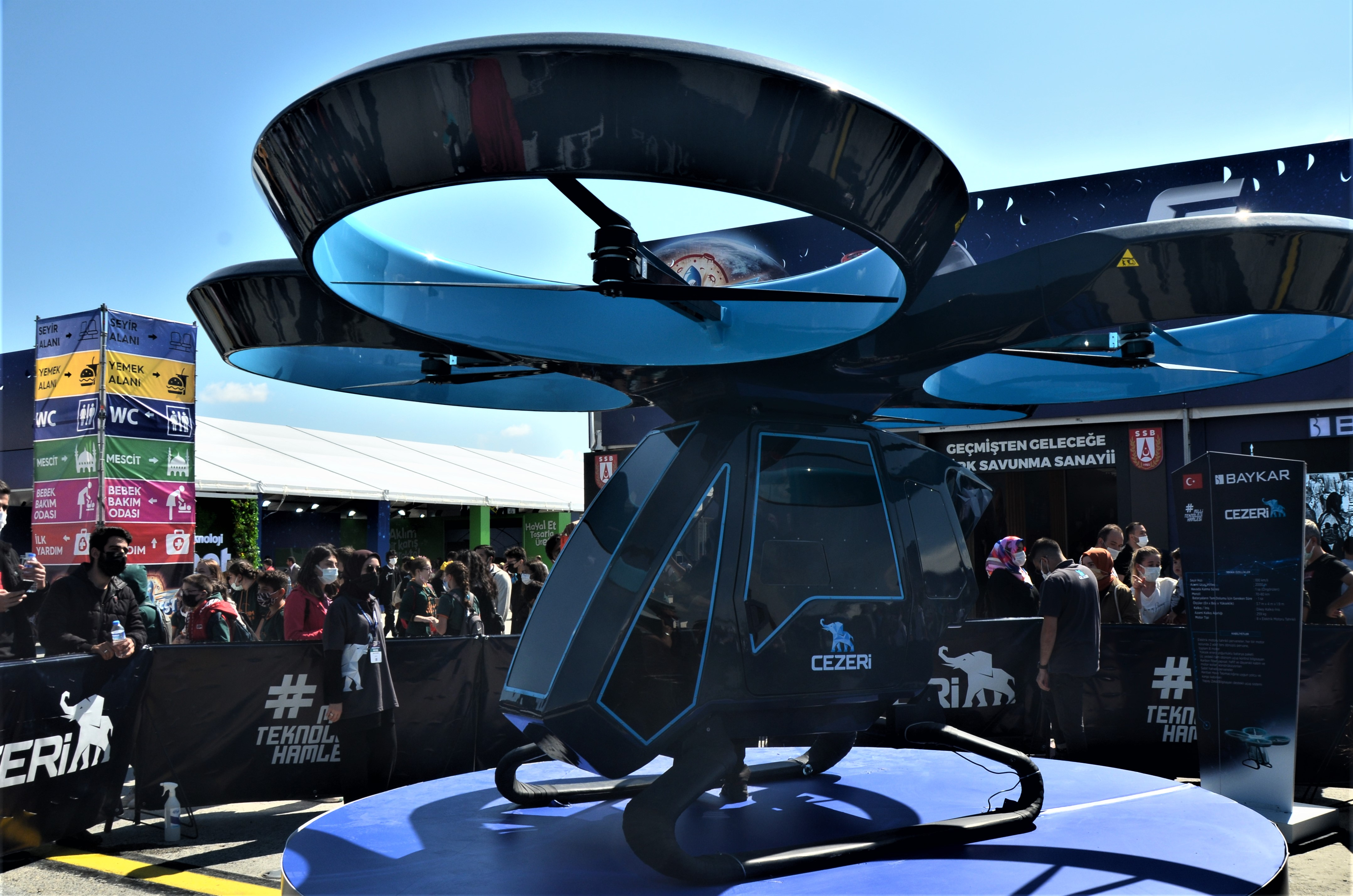
Baykar Cezeri lors du Teknofest Istanbul de 2021.